# Mami Uchiseto
Mami Uchiseto (Nobeoka, 25 ottobre 1991) è una pallavolista giapponese.
Gioca nel ruolo di schiacciatrice nelle Queenseis Kariya.

## Carriera
La carriera di Mami Uchiseto inizia a livello scolastico, con la formazione del Liceo NobeokaGakuen. In seguito gioca per la squadra del National Institute of Fitness and Sports, fino a quando nel dicembre 2013 viene ingaggiata dall'Hitachi Rivale, club col quale inizia la carriera professionistica esordendo in V.Premier League nel corso della stagione 2013-14, durante la quale riceve il premio di miglior esordiente al Torneo Kurowashiki; nell'estate del 2014 fa il suo esordio nella nazionale giapponese in occasione del Montreux Volley Masters, per poi vincere la medaglia d'argento al World Grand Prix, mentre nel 2017 si aggiudica la medaglia d'oro al campionato asiatico e oceaniano.
Nella stagione 2017-18 veste la maglia dell'Hermaea, nella Serie A2 italiana. Ritorna quindi in Giappone nella stagione seguente, ingaggiata dalle Toyota Queenseis, in V.League Division 1.

## Palmarès

### Premi individuali
- 2014 - Torneo Kurowashiki: Miglior esordiente